# Alina Hruszyna-Akobija
Alina Dawydiwna Hruszyna-Akobija (ukr. Аліна Давидівна Грушина-Акобія; ur. 5 sierpnia 1999) – ukraińska zapaśniczka walcząca w stylu wolnym. Olimpijka z Paryża 2024, gdzie zajęła dziewiąte miejsce w kategorii do 57 kg. Brązowa medalistka mistrzostw świata w 2022 roku.
Mistrzyni Europy w 2022 i 2023; druga w 2020 i trzecia w 2021. Pierwsza w Pucharze Świata w 2022 roku.
Mistrz świata U-23 w 2021; druga w 2019 i trzecia w 2017 i 2022. Mistrzyni Europy U-23 w 2021; druga w 2018 i 2019. Srebro na MŚ juniorów w 2019. Mistrzyni Europy juniorów w 2017 i 2019; trzecia w 2018. Mistrzyni Europy kadetów w 2016; trzecia w 2015 roku.